# Kotylnica (przełęcz)
Kotylnica (660 m) lub Kotelnica – przełęcz pomiędzy masywami Popręcinki (786 m) oraz Małej Zabawy (798 m), na terenie miejscowości Nieledwia w województwie śląskim, w powiecie żywieckim, w gminie Milówka. Spod północnego stoku przełęczy wypływa jeden z dopływów potoku Czerna, spod stoku południowego potok Nieledwianka. 
W regionalizacji fizycznogeograficznej Polski według Jerzego Kondrackiego przełęcz znajduje się w Beskidzie Śląskim, w nowej regionalizacji na Międzygórzu Jabłonkowsko-Koniakowskim.
Przełęcz jest bezleśna. Krzyżują się na niej lokalne drogi z Nieledwi w kierunku Soli oraz Lalik. Przez przełęcz nie przebiega żaden znakowany pieszy szlak turystyczny.